# Archer Mayor
Pour les articles homonymes, voir Mayor.
Œuvres principales
Série Joe Gunther
Archer Mayor, né en 1950, est un écrivain américain, auteur de roman policier.

## Biographie
Il fait des études à l'université Yale. Il commence par l'écriture de livres d'histoire, puis travaille pour Time-Life Books (en) et pour Paris Match. À la fin des années 1970, il travaille pour les presses de l'Université du Texas. Il est ensuite le médecin légiste adjoint de l'État du Vermont.
En 1988, il commence une série consacrée au policier Joe Gunther (en) travaillant à Brattleboro, vétéran de la guerre de Corée et veuf. Dans le premier titre de la série, intitulé Bonne Chasse ! (Open Season), il a déjà travaillé depuis 30 ans comme agent de police et est un lieutenant expérimenté au service de la police de l'État du Vermont

## Œuvre

### Romans

#### SérieJoe Gunther
- Open Season (1988) 
  - Bonne Chasse !, Série noire no 2207 (1989)
- Borderlines (1990)
- Scent of Evil (1991)
- The Skeleton's Knee (1992)
- Fruits of the Poisonous Tree (1993)
- The Dark Root (1994)
- The Ragman's Memory (1995)
- Bellows Falls (1996)
- The Disposable Man (1997)
- Occam's Razor (1999)
- The Marble Mask (2000)
- Tucker Peak (2001)
  - Crimes aux sports d'hiver, collection Suspense, Éditions Pygmalion (2006)
- The Sniper's Wife (2002) 
  - Mary est morte, collection Suspense, Éditions Pygmalion (2004)
- Gatekeeper (2003)
- The Surrogate Thief (2004)
  - Un meurtre trop facile, collection Suspense, Éditions Pygmalion (2005)
- St. Albans Fire (2005)
- The Second Mouse (2006)
- Chat (2007)
- The Catch (2008)
- The Price of Malice (2009)
- Red Herring (2010)
- Tag Man (2011)
- Paradise City (2012)
- Three Can Keep a Secret (2013)
- Proof Positive (2014)
- The Company She Kept (2015)
- Presumption of Guilt (2016)
- Trace (2017)
- Bury the Lead (2018)
- Bomber’s Moon (2019)
- The Orphan’s Guilt (2020)
- Marked Man (2021)
- Fall Guy (2022)

## Sources
- Claude Mesplède, Les Années Série noire vol.5 (1982-1995), Encrage « Travaux » no 36, 2000